# Not Afraid
"Not Afraid" là một bài hát của rapper người Mỹ Eminem nằm trong album phòng thu thứ bảy của anh, Recovery (2010). Bài hát này được sáng tác bởi Eminem, Matthew Burnett, Luis Resto, Boi-1da và Jordan Evans, trong khi phần sản xuất do Boi-1da đảm nhiệm chính. "Not Afraid" là một bản hardcore hip hop gồm âm thanh nhạc cụ dây, đàn phím, trống và hợp xướng. Nội dung bài hát thể hiện quan điểm tích cực của Eminem sau khi cai nghiện ma túy và trở lại với đường đua âm nhạc. "Not Afraid" được phát hành dưới dạng đĩa đơn phát thanh trên đài hip hop không kiểm duyệt Shade 45 vào ngày 29 tháng 4 năm 2010, trở thành đĩa đơn mở đường cho Recovery.
Sau khi phát hành, "Not Afraid" nhận được những phản ứng từ trái chiều đến tích cực từ các nhà phê bình âm nhạc. Các cây bút nhận thấy bài hát là một sự thay đổi đột ngột về chủ đề so với những đĩa đơn trước đó. Họ còn ca ngợi "Not Afraid" là một thánh ca truyền cảm hứng trong việc cai nghiện. Tuy nhiên, nhiều bài đánh giá từng chỉ trích đoạn hook của bài hát không được Eminem thể hiện tốt. Về mặt thương mại, "Not Afraid" ra mắt ở vị trí số một trên bảng xếp hạng Billboard Hot 100 Hoa Kỳ, trở thành đĩa đơn quán quân thứ ba của Eminem. Năm 2014, Hiệp hội Công nghiệp Ghi âm Hoa Kỳ chứng nhận cho bài hát đĩa Kim cương. "Not Afraid" còn đứng đầu bảng xếp hạng ở Canada, đồng thời vươn đến top 5 ở những thị trường như Úc, Áo, Đan Mạch, Ireland, Ý, Na Uy, Thụy Điển, Thụy Sĩ và Anh.
Rich Lee phụ trách đạo diễn cho video âm nhạc "Not Afraid", ghi hình tại Newark, New Jersey và thành phố New York. Nội dung MV là những cảnh Eminem rap ở trên tầng thượng và trong một tầng hầm. Sau đó, nam rapper đi bộ tại Newark và bay lượn lên không trung. MV "Not Afraid" gặt hái 8 đề cử tại giải Video âm nhạc của MTV năm 2010 và chiến thắng ở 2 hạng mục cho Video xuất sắc nhất của nam ca sĩ và Video hip hop xuất sắc nhất. Eminem từng trình diễn "Not Afraid" trên sóng truyền hình, tại các lễ trao giải và nhiều lễ hội âm nhạc khác nhau. Bài hát thắng giải Grammy cho trình diễn solo rap xuất sắc nhất tại lễ trao giải thường niên lần thứ 53.

## Bối cảnh

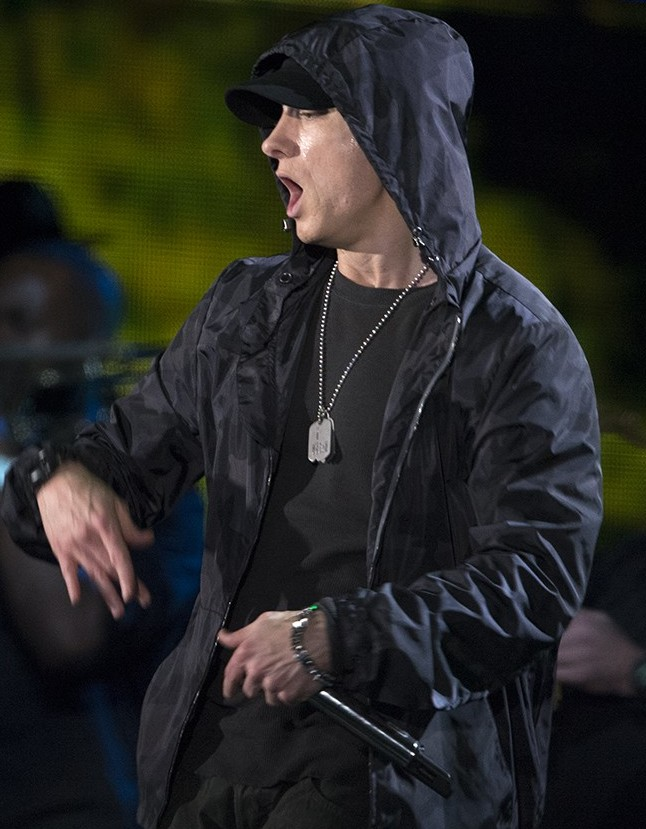
Eminem (hình) lấy ý tưởng sáng tác "Not Afraid" từ quá trình cai nghiện của bản thân và việc album Relapse của anh bị chỉ trích là tệ.

Cuối tháng 12 năm 2007, rapper người Mỹ Eminem nhập viện trong tình trạng dùng quá liều methadone đến mức suýt mất mạng và phải đi cai nghiện cho đến tháng 4 năm 2008. Năm 2009, anh phát hành album phòng thu thứ sáu Relapse để bàn bạc về chủ đề này. Album nhận về nhiều phản hồi trái chiều từ giới chuyên môn, với những chỉ trích tập trung về chủ đề trữ tình cũ kỹ, phần âm nhạc thiếu cảm hứng và giọng điệu giả châu Âu đã kìm hãm khả năng delivery hoàn hảo thường thấy của Eminem. Tuy nhiên, Relapse vẫn giành được giải Grammy cho album rap xuất sắc nhất. Ngày 14 tháng 4 năm 2010, Eminem thông báo hủy bỏ kế hoạch thực hiện phần 2 cho Relapse vì ý tưởng ban đầu càng ngày càng không còn ý nghĩa với anh. Thay vào đó, nam rapper bắt tay thu âm, làm việc cùng các nhà sản xuất mới, sản xuất một album hoàn toàn mới và đảm bảo khác biệt so với Relapse. Trước đó, Eminem phát hành Relapse: Refill để xả những bài hát mang màu sắc từ kỷ nguyên Relapse còn tồn đọng. Eminem công bố album thứ bảy của anh sẽ có tên gọi là Recovery, dự kiến phát hành vào ngày 22 tháng 6. Ngày 26 tháng 4 năm 2010, Eminem đăng tweet "I'm 'Not Afraid'" trên mạng xã hội Twitter. Nhiều người dự đoán được bài hát mang tựa đề "Not Afraid" sẽ là đĩa đơn mở đường cho Recovery.

## Thu âm và sản xuất
Boi-1da là nhà sản xuất chính cho "Not Afraid" và cũng là người sáng tác bản beat gốc cho bài hát này. Anh từng hợp tác với Eminem vào năm 2009 qua bài hát "Forever" của nam rapper người Canada Drake. Nhận thấy âm nhạc do Boi-1da sản xuất nghe hợp tai, kỹ sư âm thanh lâu năm của Eminem là Mike Strange ngỏ lời hợp tác và được Boi-1da gửi thêm một số bản beat cho anh và Eminem để chọn và sáng tác rap, trong đó có beat gốc của "Not Afraid" với tên gọi "Orig beatz" gồm các track trống như Roland TR-808 kick, live kick, hi-hat, trống lẫy và ride cymbal. Bài nhạc còn chứa các thành phần giai điệu như đoạn track kèn, đoạn nhạc hợp âm giao hưởng và nhiều loại âm phím organ, cùng với âm thanh nhạc cụ Mellotron dùng để biểu diễn tiến trình hợp âm. Tuy nhiên, beat của Boi-1da còn thiếu sót phần giai điệu cho đoạn hook bài hát và Eminem đã bổ sung sau đó.
Các buổi thu âm và phối trộn âm thanh "Not Afraid" diễn ra tại Effigy Studios bên Ferndale, Michigan, song Boi-1da lại vắng mặt hoàn toàn ở những buổi này. Giọng hát hợp xướng của các nghệ sĩ Kip Blackshire, Christal Garrick II, Terry Dexter, Rich King, Kristen Ashley Cole và Sly Jordan được Robert Reyes thu âm tại Encore Studios bên Burbank, California. Công đoạn thu âm các đoạn rap và hook "Not Afraid" của Eminem được đặt ở vị trí ưu tiên hàng đầu. Eminem thu âm bài hát bằng phần mềm Pro Tools và hoàn toàn không sử dụng Auto-Tune để đảm bảo yếu tố delivery. Các giọng hook "Not Afraid" được overdub năm lần riêng biệt, riêng đoạn bridge thì tới sáu lần. Đối với phần mở đầu, đoạn hook liên tiếp được tạo ra bằng cách chép lại những đoạn thu ở những phần trên và chuyển submix đó lên phần đầu của bài hát. Nhạc sĩ Luis Resto tham gia overdub nhiều đoạn "Not Afraid" gồm 25 track stereo của nhạc cụ dương cầm và guitar, đoạn nhạc giao hưởng ở hai phần hook và bridge, và các phần âm thanh nhạc cụ gõ và bass bổ sung.
Âm tần đoạn track trống "Not Afraid" của Boi-1da được điều chỉnh và nén lại một chút bằng thiết bị EQ SSL. Track trống 808 do Resto thêm vào được hiệu chỉnh bằng Antares Auto-Tune sao cho ổn định hơn do phần cao độ có sự biến thiên, còn đoạn trống định âm thì được xử lý bằng equalizer 7 băng tần. Giọng rap của Eminem trong "Not Afraid" được xử lý bằng plug-in EQ Massenburg, còn bản track độ trễ nốt tám thì bằng Extra Long Delay của Digidesign. Các bộ nén âm thanh như Alta Moda Unicomp và Requisite L2M lần lượt được sử dụng trong quá trình xử lý âm thanh "Not Afraid" bổ sung nhằm tăng thêm một chút độ méo âm và xử lý giọng hát, bằng cách dùng lực đẩy SSL mạnh hơn. Giọng hát hook có hiệu ứng độ trễ nổi bật từ việc sử dụng TC 2290 và D-Verb. Đa số các track nhạc của "Not Afraid" lệ thuộc nhiều vào SSL và quá trình nén âm. Các track bass sử dụng EQ API 550a, trong khi các âm thanh nhạc cụ chuyên biệt hơn như kèn và synth OB8 thì được tăng cường bằng các plug-in Digidesign Dynamics III và Massenburg. Những thiết bị như Bricasti, Lexicon 480 và Yamaha SPX90 dùng làm các hiệu ứng âm vang reverb trong "Not Afraid". Ba tiếng nổ súng được thêm vào sau khi được xử lý bằng EQ Massenburg để điều khiển vùng tần số thấp.
Strange phụ trách sắp xếp các buổi Pro Tools. Quá trình phối trộn "Not Afraid" bắt đầu từ phần trống để đảm bảo rằng từng thành phần như tiếng trống kick và tiếng trống lẫy ăn khớp với nhau. Phần giọng hát được bổ sung vào, với phần trống sau đó được điều chỉnh lại để tránh nhiễu âm. Trong giới hip hop nói chung, mỗi đoạn giọng cần phải được ưu tiên sắp xếp cẩn thận nhằm phù hợp với bản phối cũng như giữ được chất giọng tròn chữ, đặc biệt là đối với các phần mà Eminem rap với tốc độ nhanh trong "Not Afraid". Các track nhạc cụ sau đó được xếp theo từng lớp một để đảm bảo bản phối khớp với giọng hát. Ở giai đoạn cuối, Eminem tham gia điều chỉnh bản phối "Not Afraid" để phù hợp với ý muốn của anh. Nam rapper cùng Strange lồng phần overdub của Resto thẳng vào bản phối hiện tại, vì không còn có buổi mix riêng nữa. Jordan Evans và Matthew Burnett tham gia biên khúc và overdub bổ sung cho "Not Afraid" ở phần nhạc cụ dây và giọng hợp xướng trực tiếp. Một khi cả track chính hoàn tất và được Eminem duyệt qua, Evans và Burnett thu âm và chuyển cho Strange phối thêm các các đoạn biên khúc và overdub những thành phần này vào bài hát.

## Nhạc và lời
"Not Afraid" là một bài hát thuộc thể loại hardcore hip hop. Tuy nhiên, một số ấn phẩm cảm nhận bài hát này có sự hòa trộn thể loại nhạc khác như Jon Dolan của Rolling Stone cảm thấy nền nhạc mang giai điệu của opera, và nhà báo Jeff Weiss của Los Angeles Times cho rằng những người lần đầu thưởng thức sẽ nhầm lẫn thể loại sang nhạc rap phúc âm. Theo bản phổ nhạc do Universal Music Publishing Group đăng tải trên Musicnotes.com, "Not Afraid" là một bài hát sử dụng hợp âm gốc Đô thứ với số nhịp trung bình đạt 80 nhịp một phút. Khoảng âm vực giọng hát của người thể hiện kéo dài từ nốt trầm nhất là G4 đến nốt cao nhất là F6. Các đoạn hook bài hát đi theo tiến trình hợp âm Cm–A♭(maj7)–E♭–B♭.
Đến với "Not Afraid", tuy Eminem không sử dụng cái tôi Slim Shady như các bản phát hành trước mà là một Marshall Mathers nhằm thể hiện bài rap, nhưng Paul Asay từ Plugged In cho rằng thi thoảng vẫn nghe tựa như Slim Shady do trong bài hát vẫn còn ca từ chửi thề và ám chỉ liên quan đến nôn mửa, giải phẫu nam giới và bạo lực súng đạn. Trên đài NPR, Jay Smooth bảo rằng Marshall Mathers tuy ít nổi loạn như tuổi trẻ và tập trung hơn vào sự cứu rỗi, nhưng người nghe "không cần lo lắng rằng Slim Shady đã mất đi sức hút vì anh ấy vẫn rắc vào mỗi câu một chút hài hước tục tĩu." Weiss nhận xét cách rap của Eminem "được nghiên cứu kỹ lưỡng" từ rapper người Mỹ T.I. rồi biến thành của riêng mình. Quản lý Paul Rosenberg của Eminem khẳng định bài hát giúp "nâng cao tinh thần", không phải là một bài hát tăm tối.
Mở đầu bài hát là âm thanh nhạc cụ dây và lời hook lặp lại ở phần nhạc nền, Eminem giới thiệu: "It's been a ride, I guess I had to go to that place to get to this one." Anh khuyến khích mọi người hãy nghe theo lời rap của anh nếu họ từng gặp phải chứng nghiện ma túy giống anh. Các phân đoạn của "Not Afraid" đều nhắc nhở và giải thích gửi đến người nghe rằng anh là một trong những rapper giỏi nhất ra sao. Đoạn rap đầu tiên, Eminem đe dọa sẽ lật đổ những người coi thường anh: "You can try to read my lyrics off of this paper before I lay 'em / But you won't take the sting out these words before I say 'em." Eminem răn đe với ca từ mà theo Mayer Nissim của Digital Spy là trích từ 101 câu chửi thề tự giúp bản thân: "I don't give a damn what you think / I'm doing this for me so fuck the world." Sau đó, nam rapper điểm mặt những người chỉ trích và đối thủ của anh, bày tỏ quyết tâm đối đầu với họ qua câu rap: "I'mma be what I set out to be, without a doubt undoubtedly / And all those who look down on me I'm tearing down your balcony."
Trên nền nhạc có thêm tiếng trống lẫy cùng với giọng hát hợp xướng, đoạn hook phản ánh sự trưởng thành của một rapper giờ đã tỉnh táo sau khi từng trải qua cơn nghiện ngập. Eminem cho rằng anh có thể giúp đỡ những người khác bước trên con đường khó khăn của riêng họ: "I'm not afraid to take a stand / Everybody, come take my hand / We'll walk this road together through the storm / Whatever weather, cold or warm / Just let you know that, you're not alone." Trong đó "storm" (bão tố) là ẩn dụ của "vấn đề", và Eminem muốn người nghe đối mặt với vấn đề của bản thân như cách chịu đựng một cơn bão.
Phân đoạn rap thứ hai có sự chơi chữ giữa cách phát âm "feelings" (cảm giác) với "fillings" (lấp đầy), kết hợp "teeth" (răng) ở nhịp trước gợi ra hai cách chơi chữ khác về nha khoa ở câu rap tiếp theo. "Getting capped" ám chỉ đến việc đối thủ bí ẩn của Eminem bị giết, song với cách nam rapper chọn từ trong những câu trước đó thì lại gợi lên hai ý nghĩa: đối thủ của anh đội mũ hoàng gia trên đầu hoặc bọc răng. Sau đó, Eminem cho rằng bản thân đã phạm sai lầm trong nghệ thuật, chấp nhận Relapse là một album tệ và bảo người hâm mộ đã trở lại như lời hứa. Kế đến, nam rapper bàn bạc về những đấu tranh của anh khi gặp khó khăn trong cuộc sống. Eminem nói rằng anh tỉnh táo một phần là để truyền cảm hứng cho người hâm mộ và hứa sẽ giải thoát cơn điên loạn của mình bằng câu rap: "Time to exercise these demons / These motherfuckers are doing jumping jacks now." Jody Rosen của Rolling Stone cho rằng đây là lời chế giễu sở thích tự chất vấn bản thân của Eminem.
Trong đoạn bridge, Eminem tiếp tục hát những ca từ lạc quan vần điệu: "I just can't keep living this way / So starting today, I'm breaking out of this cage." Ở đoạn rap cuối sau đoạn bridge, Eminem nói với giới mộ điệu rằng anh đã hoàn toàn thoát khỏi nghiện ngập: "It was my decision to get clean, I did it for me." Anh làm việc này "subliminally for you". Xuyên suốt bài rap, "you" ở đây là chỉ đến người hâm mộ đã "helped see me through". Eminem đang ngụ ý muốn cảm ơn cộng đồng người hâm mộ vì đã luôn ủng hộ anh và giúp họ nhận ra được họ quan trọng thế nào đối với anh. Eminem chơi chữ thành "believe me you" và dừng lại ở cụm từ này trước khi chuyển sang câu khác nhằm thu hút sự chú ý nhiều hơn vào mối liên hệ giữa "me" bản thân anh và những người "you" ủng hộ anh. Anh tuyên bố tập trung chuyện gia đình và không còn muốn tạo nghiệt. Kết lại bản rap, Eminem thể hiện: "I'm raising the bar / Imma shoot for the moon / But I'm too busy gazing at stars / I feel amazing and I'm not afraid."

## Đánh giá chuyên môn
| Đánh giá chuyên môn | Đánh giá chuyên môn |
| Nguồn đánh giá      | Nguồn đánh giá      |
| Nguồn               | Đánh giá            |
| ------------------- | ------------------- |
| BBC                 | [ 33 ]              |
| Beats Per Minute    | 7/10                |
| Billboard           | [ 34 ]              |
| Digital Spy         | [ 24 ]              |
| Rolling Stone       | [ 24 ]              |
| Stereogum           | 6/10                |

Sau khi được phát hành, các chuyên gia phê bình âm nhạc cho rằng "Not Afraid" là một thay đổi lớn so với những bản nhạc chính thường thấy của Eminem dưới cái tôi Slim Shady, chẳng hạn như không có lời chỉ trích nào nhắm vào các biểu tượng văn hóa đại chúng hoặc không có lối thể hiện ngớ ngẩn vui vẻ. Nhiều cây viết ca ngợi bản rap "Not Afraid" là một thánh ca truyền cảm hứng trong việc cai nghiện, và đa phần cũng chỉ trích ở đoạn hook của bài hát. Một số ý kiến ví von "Not Afraid" là một "đĩa đơn mới có tác dụng trị liệu", hoặc là một ca khúc chương trình 12 bước.

### Tại thời điểm ra mắt
Tại thời điểm ra mắt, "Not Afraid" nhận được những đánh giá nhìn chung là tích cực từ các nhà phê bình. Fraser McAlpine từ BBC hoan nghênh bài hát vì Eminem thừa nhận khuyết điểm của bản thân, và cân bằng giữa hung hăng và sự yếu thế trong bài hát. Chấp bút cho Billboard, Monica Herrera nhận xét chất giọng rap truyền động lực trong "Not Afraid" của Eminem "thật đáng ngạc nhiên là rất hay" với sự điêu luyện trong việc gieo vần, "khiến câu đầu tiên của anh ấy trở nên uyển chuyển nhất, câu thứ hai tự phê bình nhiều nhất và câu thứ ba mang tính cá nhân nhất." John Ulmer của Beats Per Minute gọi đây là đĩa đơn chính nghiêm túc nhất của Eminem cho đến nay. Cây viết tuy chê đoạn hook là sến súa khi nghe lần đầu, nhưng vẫn bảo rằng đoạn này không đủ tệ để làm giảm chất lượng toàn bộ ca khúc.
Theo bài đánh giá của Mayer Nissim trên Digital Spy, ca từ của "Not Afraid" kể về quá trình cai nghiện "có vẻ hơi xứng đáng được hoan nghênh và cũng hơi buồn tẻ", song vẫn chưa đủ để đưa Eminem trở lại thời hoàng kim sau sai lầm từ Relapse. Jon Dolan của Rolling Stone bình luận: "Mặc dù Eminem thể hiện những vần điệu thường mang tính nghiêng ngả và nặng nề nhưng cảm xúc tức giận trong bài hát lại có chất lượng tích lũy." Là một bản rap đơn giản với chủ đề nâng cao tinh thần như "Lose Yourself", nhà báo Christopher John Farley thuộc The Wall Street Journal ví "Not Afraid" là một sự trở lại với giai đoạn 8 Mile, bộ phim bán tự truyện năm 2002 của Eminem. Amos Barshad của Vulture cảm thấy hài hước khi Eminem "ném đĩa cũ của anh ấy xuống gầm xe buýt [...] mà một số trong gần hai triệu người đã mua Relapse chắc chắn sẽ không đồng ý."
Simon Vozick-Levinson của Entertainment Weekly đánh giá Eminem vẫn giữ trọng tâm về mặt ca từ và đem đến giai điệu giai điệu hoang dã cùng vần điệu tràn đầy nội tâm trong "Not Afraid". Tuy nhiên, nhà phê bình không cảm thấy ấn tượng trước beat nhạc của Boi-1da do có "chất lượng mỏng manh, lặp đi lặp lại và muốn trở thành sử thi" như "Forever". Tương tự như vậy, mặc dù M.T. Richards của PopMatters cảm nhận phần giai điệu "Not Afraid" là mỏng manh, phần hook là ủy mị, cùng những vần điệu không mấy được chào đón. Song, nhà phê bình cho rằng ca khúc này mới mẻ và tích cực, và còn là "một lối vào vùng đất xa lạ đáng hoan nghênh." Jeff Weiss phía Los Angeles Times phê bình cả ca từ "Not Afraid" là những lời an ủi sáo rỗng đầy cảm hứng lẫn phần nhạc nền là khoa trương nhưng không rõ ràng. Trên tạp chí The Fader, nhà phê bình âm nhạc Julianne Escobedo Shepherd nhận xét: "[Eminem] vẫn là ông vua của vần điệu, miễn mạnh dạn làm lơ phần hook mang nội dung Hakuna matata."

### Trong albumRecovery
"Not Afraid" nhận về những nhận xét trái chiều trong nhiều bài đánh giá album Recovery. Adam Johns từ Drowned in Sound đánh giá chủ đề bài hát đã giúp mang lại hướng đi mới trong âm nhạc của Eminem. Benjamin Meadows-Ingram của Spin cảm nhận "Not Afraid" là một bài rap sẵn sàng cho sân vận động khi mang đến cả trái tim cho Recovery, và Eminem cuối cùng cũng đã trưởng thành khi nhìn nhận được thiếu sót cá nhân và trong sự nghiệp một cách trực diện. Theo ý kiến của Alex Young từ Consequence, "Not Afraid" là một trong những bài hát "có giai điệu hấp dẫn, đoạn hook và nhịp điệu được nhân lên bởi sự dí dỏm và cơn tức giận vô tận mà Eminem sở hữu." Matt Popkin của American Songwriter và Thomas Nassiff của AbsolutePunk cho rằng "Not Afraid" được xây dựng để phát trên radio với những giai điệu hấp dẫn và cách gieo vần đơn giản, riêng Nassiff thì cảm nhận "Not Afraid" đã thể hiện "phong cách vô song" của Eminem. Hai nhà báo Andy Gill từ The Independent và Steve Jones từ USA Today đều khuyến khích tải xuống "Not Afraid" trong Recovery. Gill gọi đây là bài hát "duy nhất hoàn toàn đáng khen ngợi" trong album.
Cây bút Michael Cragg phía MusicOMH nhận xét "Not Afraid" mang nhiều "lời sáo rỗng về sự tự lực cánh sinh hơn là lời châm biếm tự tham chiếu vui vẻ." Trên tờ Rolling Stone, Jody Rosen bảo rằng "Not Afraid" chứng minh Eminem tuy "ngày càng giống một người đàn ông trung niên cáu kỉnh, nhưng ít nhất [...] anh ấy có vẻ hài lòng khi trở thành trường hợp đầu óc dí dỏm nhất của nhạc rap." Nhà phê bình Jayson Greene từ Pitchfork chỉ trích một bài hát thánh ca như "Not Afraid" tuy mang chủ đề nâng cao tinh thần theo phong cách Diane Warren nhưng lại đan vần những câu rap dữ dội. Tác giả Kitty Empire từ tờ The Observer bày tỏ bất bình trước cách gieo vần "through a storm" với "whatever weather, cold or warm" ở đoạn hook và cho rằng đó là "điều không thể tha thứ đối với một bậc thầy gieo vần [như Eminem]." Nhà báo Greg Kot từ Chicago Tribune phê bình "Not Afraid" gợi lên tố chất của một kẻ yếu thế mà Eminem đã diễn xuất một cách thuyết phục trong 8 Mile, và bảo rằng nam rapper hoàn toàn không nhận ra đoạn hook trong bài hát có phần đáng bị mỉa mai như trong phim. Những đoạn rap bóng gió cuối cùng trong bài hát bị nhà báo Jon Caramanica của The New York Times chê bai vì kém hấp dẫn. Trong khi đó, Mike Schiller từ PopMatters chỉ trích giọng hát của Eminem ở đoạn hook là tệ đến mức gây mất tập trung, và khuyên rằng sẽ tốt hơn nhiều nếu anh không bao giờ cố gắng hát lại phần hook bài hát của chính mình nữa.

### Tái đánh giá và xếp hạng
Rolling Stone xếp "Not Afraid" ở vị trí thứ 24 trong danh sách 50 bài hát xuất sắc nhất năm 2010 và gọi đây là "bài hát truyền cảm hứng nhất của [Eminem] từ trước đến nay." Năm 2014, Spin cảm nhận âm nhạc của bài hát là "khoa trương với giọng hát nhiều lớp trong các đoạn hook cũng là định nghĩa của sự khoa trương [...] Eminem triệu hồi một sức mạnh mới trong câu chuyện 'phượng hoàng hồi sinh từ đống tro tàn' của anh ấy." Trong bài viết tái đánh giá "Not Afraid" vào năm 2023, Tom Breihan của Stereogum ca ngợi đoạn bridge là phần hay nhất, song cũng chỉ ra rằng bài hát mang giai điệu "hào hùng như mưa" giống rất nhiều bản nhạc trước kia của Eminem. Nhà phê bình còn cho rằng phần hook của "Not Afraid" tuy hấp dẫn nhưng không được Eminem thể hiện tốt. HipHopDX xếp bản rap ở vị trí thứ 3 trong danh sách top 10 bài hát xuất sắc nhất của Eminem ở thập niên 2010. "Not Afraid" còn góp mặt trong danh sách xếp hạng những bài hát xuất sắc nhất của Eminem theo XXL (thứ 3), ONE37pm (thứ 5), Yardbarker (thứ 14), The Detroit News (thứ 15), uDiscover Music (thứ 22) và Complex (thứ 40).
Năm 2014, E Martin Nolan phân tích trong bài luận Somewhere in Between: Eminem's Ambiguities rằng khó có một bài hát nào khác như "Not Afraid" phù hợp hơn với "huyền thoại vĩ đại của người Mỹ về sự tái tạo và cơ hội thứ hai." Anh tôn Eminem là một trong những người "theo chủ nghĩa cá nhân nổi bật nhất" đã sáng tác một bài thánh ca vừa ủng hộ chủ nghĩa cá nhân mới của chính anh, vừa ủng hộ việc cùng nhau vượt qua khó khăn. Năm 2019, nhà báo kiêm tác giả Anthony Bozza cảm nhận "Not Afraid" đã truyền động lực và xúc cảm đến người nghe và so sánh đây là bài hát đồng hành của "Lose Yourself". Trong khi "Lose Yourself" là ca khúc trao quyền trong mọi hoạt động cạnh tranh, "Not Afraid" mạnh hơn trong việc thể hiện chủ đề nâng cao tinh thần về sự giải phóng.
Năm 2021, học giả Grace N. Wilson từ đại học Christopher Newport phân tích tâm lý trong âm nhạc của Eminem và nhận xét rằng lý do nam rapper vẫn còn duy trì cộng đồng người hâm mộ đến hiện tại là nhờ anh luôn trình bày thẳng thắn về những trải nghiệm cá nhân trong các bài hát như "Not Afraid". Thậm chí, Eminem có thể truyền được cảm hứng mà ngay cả những người nghe mặc dù không phải là người hâm mộ âm nhạc bạo lực nhưng vẫn có thể đồng cảm. Ngoài ra, việc kết hợp phản ứng của giới truyền thông với bản thân trong các bài hát, chẳng hạn như thừa nhận trực tiếp với fan rằng Relapse là một album tệ trong "Not Afraid", cũng là một lý do Eminem luôn được hâm mộ.

## Phát hành và diễn biến thương mại
Nhằm quảng bá cho "Not Afraid", Eminem phát hành bản rap freestyle "Despicable" trên nền nhạc "Over" của Drake và "Beamer, Benz or Bentley" của cựu thành viên G-Unit, Lloyd Banks. Ngày 29 tháng 4 năm 2010, "Not Afraid" được phát hành lên đài phát thanh hip hop không kiểm duyệt Shade 45 của Eminem, sớm hơn một ngày so với dự kiến. Ngày 3 tháng 5, hãng thu âm Aftermath Entertainment phát hành bài hát lần lượt ở định dạng tải nhạc số và đĩa đơn CD trên iTunes Store và Amazon, còn hãng đĩa Interscope Records thì phụ trách phát hành tương tự vào ngày 5 tháng 5. "Not Afraid" được đưa lên các đài phát thanh hit đương đại, rhythmic đương đại và mainstream vào ngày 11 tháng 5 năm 2010. Bài hát được tái phát hành trong album tuyển tập Curtain Call 2 của Eminem vào năm 2022.
Theo dữ liệu của BigChampagne và Mediabase, "Not Afraid" đạt hơn 4.000 lượt spin phát thanh hàng tuần kể từ ngày 18 tháng 5, và con số này đang tăng dần lên tới 4.500 vào đầu tháng 7 năm 2010. Trong vòng một tuần kể từ ngày phát hành nhạc số, bài hát bán được 379.000 bản, trở thành bài hát nhạc số bán chạy nhất trong một tuần của năm 2010 và là bài hát bán chạy thứ tư tính từ lúc theo dõi doanh số bán lẻ vào năm 2003. Kết hợp với khoảng 10,3 triệu khán giả nghe phát thanh, "Not Afraid" mở màn ngay vị trí quán quân trên bảng xếp hạng Billboard Hot 100 trong tuần xếp hạng ngày 22 tháng 5 năm 2010, trở thành ca khúc thứ 16 làm được điều này và là đĩa đơn thứ ba của Eminem đạt hạng nhất trên Hot 100. "Not Afraid" là bài hát rap thứ hai ra mắt ở vị trí số 1 sau "I'll Be Missing You" (1997).
"Not Afraid" còn đứng đầu bảng xếp hạng Digital Songs của Billboard ngay trong tuần lễ đầu tiên. Tính đến tháng 7 năm 2010, bài hát bán được 2 triệu bản nhạc số và trở thành ca khúc bán chạy thứ nhì của Eminem sau "Lose Yourself". Đầu năm 2011, Nielsen SoundScan công bố "Not Afraid" bán được 3.414.000 đơn vị thuần và trở thành bài hát nhạc số bán chạy thứ 7 trong năm 2010. Ngày 10 tháng 6 năm 2014, Hiệp hội Công nghiệp Ghi âm Hoa Kỳ (RIAA) chứng nhận cho "Not Afraid" đĩa Kim cương sau khi bài hát cán mốc 10 triệu bản thuần được bán ra. Cùng với "Love the Way You Lie" đạt thành tích tương tự, Eminem trở thành nghệ sĩ đầu tiên có hai đĩa đơn kỹ thuật số đạt chứng nhận Kim cương từ RIAA.
Tại Canada, "Not Afraid" ra mắt tại vị trí đầu bảng xếp hạng Canadian Hot 100 cùng tuần lễ với Hoa Kỳ. Phía bên Anh Quốc, bài hát đạt cao nhất ở hạng 2 trên bảng xếp hạng UK Hip Hop/R&B và hạng 5 trên UK Singles Chart. Năm 2021, Công nghiệp ghi âm Anh chứng nhận "Not Afraid" đĩa 2× Bạch kim nhờ 2 triệu bản thuần được tẩu tán ở Anh. Bài hát lần lượt đứng thứ 3 và thứ 4 trên các bảng xếp hạng đĩa đơn tại Ireland và Scotland. "Not Afraid" ra mắt trên bảng xếp hạng ARIA tại Úc và nhảy lên hạng cao nhất ở thứ 4 vào tuần lễ kế tiếp. Bài hát được Hiệp hội Công nghiệp ghi âm Úc chứng nhận đĩa 11× Bạch kim. Ở New Zealand, "Not Afraid" ra mắt ở hạng cao nhất ở thứ 8 và được Recorded Music NZ chứng nhận đĩa 3× Bạch kim tại quốc gia này. "Not Afraid" còn đạt top 10 trên các bảng xếp hạng tại những quốc gia như Hàn Quốc (2), Thụy Sĩ (2), Ý (3), Na Uy (3), Ba Lan (4), Áo (5), Đan Mạch (5), Thụy Điển (5), Phần Lan (8), Đức (9) và Cộng hòa Séc (10). Bài hát được chứng nhận đĩa Bạch kim tại các quốc gia Áo (2×), Đan Mạch, Đức, Ý, Tây Ban Nha và Thụy Sĩ.

## Video âm nhạc

### Phát triển
Richard "Rich" Lee phụ trách đạo diễn cho video âm nhạc (MV) "Not Afraid", ghi hình tại Newark, New Jersey và thành phố New York vào đầu tháng 5 năm 2010. Trước khi quay MV "Not Afraid", Eminem bàn bạc với Paul Rosenberg qua điện thoại và về ý tưởng thực hiện. Ngày quay đầu tiên, Eminem ghi hình cảnh quay đứng trên lan can tầng thượng của tòa nhà Manhattan Municipal Building. Lee gọi khoảnh khắc đó "giống kiểu một video có cảm xúc rất nội tâm". Hai cảnh Eminem rap trong tầng hầm tối tăm với phần bối cảnh do nhà thiết kế sản xuất Ethan Tobman dựng nên, cùng cảnh nam rapper nhảy từ vách đá xuống được thực hiện tại Greenpoint Warehouse bên Brooklyn cùng nhà sản xuất video Justin Diener. Dennis Dennehy và Chris Clancy phụ trách tiếp thị MV "Not Afraid". Cảnh cuối cùng được quay vào ngày đầu tiên là cảnh Eminem cố gắng đào thoát khỏi căn hầm.
Ngày thứ hai vào 5 tháng 5 năm 2010, quá trình ghi hình MV "Not Afraid" tập trung vào cảnh Eminem đi bộ công khai dọc Market Street tại Newark. Tại đây, nhiều người nhận ra được nam rapper và tập trung đến quan sát. Sau đó, Eminem thực hiện ghi hình cảnh quay những chiếc gương thủy tinh, trong đó có một tấm gương giả để anh dễ dàng xông mình vào đập vỡ. Ngày 30 tháng 5, Eminem công bố ngày phát hành MV trên Twitter rằng: "Dành cho những ai 'đang kiên nhẫn đợi', video NOT AFRAID sẽ được công chiếu vào thứ bảy ngày 5 tháng 6. Chi tiết sẽ đưa sau..." Trước một ngày công chiếu, một đoạn teaser trailer dài 15 giây được đăng tải trên mạng. MV chính thức của "Not Afraid" được đăng tải trên Vevo vào ngày 5 tháng 6 năm 2010 và khi đó, Vevo đổi logo với chữ E lật ngược giống biểu tượng của Eminem. Sau đó, video được công chiếu trên các kênh truyền hình MTV và VH1 vào ngày 7 tháng 6 năm 2010.

### Nội dung
MV "Not Afraid" bắt đầu bằng cảnh Eminem đứng trên lan can của một tòa nhà tại thành phố New York. Sau khi phần lời rap đầu tiên cất lên, đoạn clip chuyển sang cảnh quay tầng hầm mà Eminem đang cầm giấy gieo vần trên các bậc thang rồi đứng dậy. Cảnh bên trong tầng hầm và cảnh tại New Jersey được chiếu xen kẽ với nhau. Video quay lại cảnh quay đỉnh tòa nhà, khi đó Eminem vừa rap vừa từng bước đến gần hơn đến mép. Lúc sắp sửa rơi xuống, nam rapper bỗng từ bỏ và quay người lại. Anh chuyển sang đi dạo trên Market Street. Khi đang đi bộ qua dòng xe cộ, Eminem nhìn vào cửa sổ ô tô thấy khuôn mặt mình bị méo mó. MV chuyển sang cảnh Eminem đi bộ dọc một con đường mà có những chiếc gương để mỗi lần đi ngang, nam rapper chứng kiến bản thân khi đó. Khi phát hiện bản thân bị kẹt lại bên trong những chiếc gương, Eminem xông vào đập vỡ gương để quay trở lại Market Street (xen kẽ với cảnh này là cảnh Eminem dưới tầng hầm dùng nắm đấm trần để phá gạch tường và làm lộ ánh sáng chói từ bên ngoài). Tuy nhiên, cả con đường và khu mua sắm khi này lại trở nên vắng bóng người. Eminem đi một mình đến cuối dãy nhà và dừng lại. Anh phát hiện không còn đường nào để đi nữa do cả thành phố đã bị tàn phá hoàn toàn. Eminem nhảy khỏi vách đá và rơi xuống một cách thanh thản. Bỗng nhiên, anh bắt đầu bay ra khỏi vực thẳm và trở lại thành phố mà giờ đây đã đông đúc trở lại. Eminem bay nhanh đến mức làm vỡ cửa sổ ô tô khi anh phóng nhanh qua. Cuối cùng, nam rapper đáp chân trên lan can tòa nhà như ở đầu video. MV "Not Afraid" có đặt quảng cáo nhãn hàng thương hiệu tai nghe Beats by Dr. Dre.

### Đón nhận

Cảnh Eminem bay lượn trong video âm nhạc "Not Afraid" được so sánh với nhân vật Siêu Nhân trong DC Comics và bộ phim Ma trận năm 1999 của Keanu Reeves.

Giới chuyên môn đã để lại những lời nhận xét nhìn chung là tích cực cho MV "Not Afraid". Cây bút Monica Herrera trên Billboard cảm nhận cảnh Eminem nhảy xuống vực thẳm trong giây phút hân hoan và rồi bay lượn trong MV tựa như phong cách nhân vật Siêu Nhân trong DC Comics. Shaheem Reid của MTV phân tích rằng cảnh Eminem vừa rap vừa bước chân gần hơn về phía rìa tựa như sắp tự tử là một ẩn dụ cho cuộc đời của nam rapper và khi đó, anh đã nghiện ma túy nặng đến mức sắp sửa dùng quá liều và phải bỏ mạng. Daniel Kreps từ Rolling Stone cảm nhận Eminem "đưa sự cứu rỗi của mình vào tâm điểm video" và so sánh cảnh bay lượn và đáp lên trên đỉnh tòa nhà của nam rapper với bộ phim Ma trận năm 1999 của nam diễn viên Keanu Reeves. Viết cho Entertainment Weekly, Simon Vozick-Levinson khen ngợi MV "Not Afraid" đã truyền tải được năng lượng và thông điệp bài hát. Nhà phê bình so sánh cảnh Eminem đứng từ trên cao và nhảy xuống giống với MV "The Way I Am" trước đó của nam rapper, còn cảnh tầng hầm thì giống như 8 Mile. Sau khi phân tích nội dung MV ẩn dụ cho khoảng thời gian Eminem đấu tranh với quỷ dữ nội tâm và cai nghiện ma túy, Patrck Darcy của Spin ghi: "[Eminem] tuy không hẳn là một diễn giả truyền cảm hứng nhưng lại rất hiệu quả."

## Biểu diễn trực tiếp và sử dụng
Ngày 2 tháng 6 năm 2010, Eminem biểu diễn "Not Afraid" trong chương trình Le Grand Journal của Pháp. Anh từng xuất hiện trên BBC Radio 1 hai lần để rap bài hát, lần đầu tại Live Lounge vào ngày 4 tháng 6 năm 2010 và lần thứ hai vào tháng 11 năm 2013. Ngày 5 tháng 6 năm 2010, Eminem biểu diễn "Not Afraid" trên chương trình trò chuyện Friday Night with Jonathan Ross tại Anh. Sang ngày 14 tháng 6, anh biểu diễn tại E3 2010 gồm nhiều tiết mục, trong đó có ba bài đến từ Recovery như "Won't Back Down", "Not Afraid" và "Love the Way You Lie" (với khách mời là nữ ca sĩ người Barbados Rihanna). Ngày 25 tháng 6 năm 2010, Eminem xuất hiện trên Late Show With David Letterman và thể hiện bài hát. Hai ngày sau, anh trình diễn bài hát cùng "Airplanes, Part II" với rapper B.o.B tại giải BET năm 2010.
Trong các ngày 9, 10 và 11 tháng 7 năm 2010, Eminem lần lượt có mặt tại các lễ hội Openair Frauenfeld tại Thụy Sĩ, T in the Park tại Scotland và Oxegen tại Ireland nhằm trình diễn "Not Afraid" cùng loạt ca khúc khác. Một số người tại T in the Park chỉ trích anh đã nhép môi, song một số người khác phản bác lại quan điểm này. Phiên bản biểu diễn trực tiếp tại T in the Park của "Not Afraid" được phát hành trong CD đĩa đơn "Love the Way You Lie". Tháng 9 năm 2010, Eminem tổ chức lưu diễn bốn đêm cùng nam rapper Jay-Z trong The Home & Home Tour, với danh sách tiết mục gồm "Not Afraid" cùng nhiều ca khúc khác. Tại giải Video âm nhạc của MTV năm 2010, Eminem trình diễn "Not Afraid" với một nhóm nhỏ người trong một không gian kín. Sau đó, anh di chuyển về phía sân khấu lễ trao giải nhằm trình diễn điệp khúc, đoạn bridge bài hát và tiếp đến chuyển sang song ca "Love the Way You Lie" cùng Rihanna. Màn trình diễn của Eminem và Rihanna được bình chọn là xuất sắc nhất lễ trao giải này, chiếm 34% tổng số lượng bình chọn.
Lần lượt trong các ngày 25 tháng 9 và ngày 5 tháng 11 năm 2010, Eminem biểu diễn "Not Afraid" tại Epicenter và F1 Rocks. Từ năm 2011 trở đi, "Not Afraid" hầu như được Eminem đưa vào danh sách tiết mục tại nhiều lễ hội âm nhạc khác nhau, phần lớn ở tiết mục kế cuối với "Lose Yourself". Tại lễ hội Âm nhạc Bonnaroo năm 2011 vào ngày 11 tháng 6 năm 2011, Eminem diễn loạt ca khúc với "Not Afraid" ở tiết mục kế cuối. Sau đó, khoảng 80.000 khán giả tham dự cùng nhau hô gọi tên nam rapper, và anh kết lại đêm diễn với "Lose Yourself". Ngày 6 tháng 8 năm 2011, Eminem tiếp tục góp mặt tại lễ hội Lollapalooza, Chicago và trình diễn loạt ca khúc cùng "Not Afraid" trước 90.000 khán giả. Hai tuần sau tại V Festival phía Weston Park nước Anh, nam rapper biểu diễn tiết mục tương tự cùng Rihanna. "Not Afraid" xuất hiện trong các chuyến lưu diễn Rapture Tour (2014) và The Monster Tour (2014, cùng Rihanna).
"Not Afraid" từng được ca sĩ kiêm YouTuber người Mỹ Madilyn Bailey và cậu bé mắc bệnh xương dễ gãy Sparsh Shah hát lại. Bài hát được sử dụng trong trailer phim Biệt kích ngầm vào năm 2012. Với âm thanh đem lại tinh thần tương tự như "Lose Yourself", "Not Afraid" được thường xuyên sử dụng để cổ vũ và tiếp sức các hoạt động thể thao như trong các trận đấu khúc côn cầu. Năm 2013, vận động viên bóng rổ LeBron James lựa chọn "Not Afraid" vào danh sách bài hát trong trò chơi điện tử NBA 2K14.

## Giải thưởng và đề cử
| Năm  | Lễ trao giải                        | Hạng mục                                              | Kết quả   | Nguồn   |
| ---- | ----------------------------------- | ----------------------------------------------------- | --------- | ------- |
| 2010 | Giải BET Hip Hop                    | Giải Verizon People's Champ                           | Đề cử     | [ 152 ] |
| 2010 | Giải Video âm nhạc của MTV          | Video của năm                                         | Đề cử     | [ 153 ] |
| 2010 | Giải Video âm nhạc của MTV          | Video xuất sắc nhất của nam ca sĩ                     | Đoạt giải | [ 153 ] |
| 2010 | Giải Video âm nhạc của MTV          | Video hip hop xuất sắc nhất                           | Đoạt giải | [ 153 ] |
| 2010 | Giải Video âm nhạc của MTV          | Chỉ đạo nghệ thuật xuất sắc nhất                      | Đề cử     | [ 153 ] |
| 2010 | Giải Video âm nhạc của MTV          | Quay phim xuất sắc nhất                               | Đề cử     | [ 153 ] |
| 2010 | Giải Video âm nhạc của MTV          | Đạo diễn xuất sắc nhất                                | Đề cử     | [ 153 ] |
| 2010 | Giải Video âm nhạc của MTV          | Biên tập xuất sắc nhất                                | Đề cử     | [ 153 ] |
| 2010 | Giải Video âm nhạc của MTV          | Kỹ xảo xuất sắc nhất                                  | Đề cử     | [ 153 ] |
| 2011 | Giải BMI Urban                      | Bài hát thắng giải                                    | Đoạt giải | [ 154 ] |
| 2011 | Giải Grammy lần thứ 53              | Trình diễn solo rap xuất sắc nhất                     | Đoạt giải | [ 155 ] |
| 2011 | Giải Grammy lần thứ 53              | Bài hát rap xuất sắc nhất                             | Đề cử     | [ 155 ] |
| 2011 | Giải thưởng Âm nhạc Billboard       | Bài hát (Video) phát trực tuyến hàng đầu              | Đề cử     | [ 156 ] |
| 2011 | Giải Video âm nhạc của MTV Nhật Bản | Video hip hop xuất sắc nhất                           | Đoạt giải | [ 157 ] |
| 2011 | Giải thưởng Âm nhạc Detroit         | Đĩa đơn quốc gia xuất sắc                             | Đoạt giải | [ 158 ] |
| 2011 | Giải thưởng Âm nhạc Detroit         | Video xuất sắc / Ngân sách lớn (trên 10.000 đô la Mỹ) | Đoạt giải | [ 158 ] |

## Danh sách bài hát
- Tải kỹ thuật số[13]

1. "Not Afraid" – 4:10

- Đĩa CD[159]

1. "Not Afraid" – 4:11
2. "Not Afraid" (không lời) – 4:07

## Đội ngũ sản xuất
Thông tin phần ghi công được lấy từ phần ghi chú của Recovery.
Địa điểm
- Thu âm: Effigy Studios tại Ferndale, Michigan, và Boi-1da Studios tại Ajax, Ontario.
- Thu âm giọng hát hợp xướng: Encore Studios tại Burbank, California

Đội ngũ
- Giọng hát chính – Eminem
- Sáng tác – Eminem, Boi-1da, Jordan Evans, Matthew Burnett, Luis Resto
- Sản xuất – Boi-1da
- Sản xuất bổ sung – Eminem, Jordan Evans, Matthew Burnett
- Thu âm – Boi-1da, Mike Strange
- Hỗ trợ kỹ thuật – Joe Strange
- Trộn âm – Eminem, Mike Strange
- Nhạc cụ bàn phím – Luis Resto
- Nhạc cụ trống – Boi-1da
- Nhạc cụ dây – Jordan Evans, Matthew Burnett
- Thu âm giọng hát hợp xướng – Robert Reyes
- Giọng hát hợp xướng – Kip Blackshire, Christal Garrick II, Terry Dexter, Rich King, Kristen Ashley Cole, Sly Jordan

## Bảng xếp hạng
| Bảng xếp hạng (2010)                          | Vị trí cao nhất |
| --------------------------------------------- | --------------- |
| Úc (ARIA)                                     | 4               |
| Áo (Ö3 Austria Top 40)                        | 5               |
| Bỉ (Ultratop 50 Flanders)                     | 13              |
| Bỉ (Ultratop 50 Wallonia)                     | 14              |
| Canada (Canadian Hot 100)                     | 1               |
| CIS (Tophit)                                  | 144             |
| Cộng hòa Séc (Rádio Top 100)                  | 10              |
| Đan Mạch (Tracklisten)                        | 5               |
| Phần Lan (Suomen virallinen lista)            | 8               |
| Pháp (SNEP)                                   | 97              |
| Đức (GfK)                                     | 9               |
| Ireland (IRMA)                                | 3               |
| Ý (FIMI)                                      | 3               |
| Nhật Bản (Japan Hot 100)                      | 22              |
| Hà Lan (Dutch Top 40)                         | 32              |
| Hà Lan (Single Top 100)                       | 14              |
| New Zealand (Recorded Music NZ)               | 8               |
| Na Uy (VG-lista)                              | 3               |
| Ba Lan (Polish Dance Chart)                   | 46              |
| Ba Lan (Video Chart)                          | 4               |
| Scotland (OCC)                                | 4               |
| Hàn Quốc International Singles (Circle Chart) | 2               |
| Tây Ban Nha (PROMUSICAE)                      | 29              |
| Thụy Điển (Sverigetopplistan)                 | 5               |
| Thụy Sĩ (Schweizer Hitparade)                 | 2               |
| Anh Quốc (OCC)                                | 5               |
| Anh Quốc R&B (OCC)                            | 2               |
| Hoa Kỳ Billboard Hot 100                      | 1               |
| Hoa Kỳ Hot R&B/Hip-Hop Songs (Billboard)      | 70              |
| Hoa Kỳ Hot Rap Songs (Billboard)              | 8               |
| Hoa Kỳ Pop Airplay (Billboard)                | 15              |
| Hoa Kỳ Rhythmic (Billboard)                   | 12              |

| Bảng xếp hạng (2010)          | Vị trí |
| ----------------------------- | ------ |
| Úc (ARIA)                     | 22     |
| Áo (Ö3 Austria Top 40)        | 30     |
| Bỉ (Ultratop 50 Flanders)     | 73     |
| Canada (Canadian Hot 100)     | 27     |
| Đức (GfK)                     | 39     |
| Ý (FIMI)                      | 76     |
| Thụy Điển (Sverigetopplistan) | 34     |
| Thụy Sĩ (Schweizer Hitparade) | 15     |
| Anh Quốc (OCC)                | 34     |
| Hoa Kỳ Billboard Hot 100      | 24     |
| Hoa Kỳ Rhythmic (Billboard)   | 41     |

## Chứng nhận
| Quốc gia | Chứng nhận   | Số đơn vị/doanh số chứng nhận |
| --- | ------------ | ----------------------------- |
| Úc (ARIA) | 11× Bạch kim | 770.000‡                      |
| Áo (IFPI Áo) | 2× Bạch kim  | 60.000*                       |
| Brasil (Pro-Música Brasil) | 2× Kim cương | 500.000‡                      |
| Đan Mạch (IFPI Đan Mạch) | Bạch kim     | 90.000‡                       |
| Đức (BVMI) | Bạch kim     | 500.000‡                      |
| Ý (FIMI) | Bạch kim     | 30.000*                       |
| New Zealand (RMNZ) | 3× Bạch kim  | 90.000‡                       |
| Hàn Quốc (Gaon Chart) | —            | 567.119                       |
| Tây Ban Nha (PROMUSICAE) | Bạch kim     | 60.000‡                       |
| Thụy Sĩ (IFPI) | Bạch kim     | 30.000^                       |
| Anh Quốc (BPI) | 2× Bạch kim  | 1.200.000‡                    |
| Hoa Kỳ (RIAA) | 11× Bạch kim | 11.000.000‡                   |
| * Chứng nhận dựa theo doanh số tiêu thụ. ^ Chứng nhận dựa theo doanh số nhập hàng. ‡ Chứng nhận dựa theo doanh số tiêu thụ và phát trực tuyến. |              |                               |

## Lịch sử phát hành
| Khu vực  | Ngày                | Định dạng                                                                                | Hãng đĩa                   | Nguồn         |
| -------- | ------------------- | ---------------------------------------------------------------------------------------- | -------------------------- | ------------- |
| Hoa Kỳ   | 29 tháng 4 năm 2010 | Đài phát thanh                                                                           | Aftermath Shady Interscope | [ 69 ]        |
| Nhiều    | 3 tháng 5 năm 2010  | Tải kỹ thuật số CD                                                                       | Aftermath                  | [ 13 ] [ 70 ] |
| Nhiều    | 5 tháng 5 năm 2010  | Tải kỹ thuật số CD                                                                       | Interscope                 | [ 71 ]        |
| Hoa Kỳ   | 11 tháng 5 năm 2010 | Đài phát thanh hit đương đại Đài phát thanh rhythmic đương đại Đài phát thanh mainstream | Aftermath Shady Interscope | [ 72 ] [ 73 ] |
| Anh Quốc | 14 tháng 6 năm 2010 | Tải kỹ thuật số CD (bản 2 track)                                                         | Polydor                    | [ 187 ]       |
| Hoa Kỳ   | 6 tháng 7 năm 2010  | Tải kỹ thuật số CD (bản 2 track)                                                         | Aftermath Shady Interscope | [ 159 ]       |